# Айсиньгьоро Цзайфэн
Айсиньгьоро Цзайфэн (кит. 爱新觉罗·载灃; 12 февраля 1883 — 3 февраля 1951) по прозвищу Июнь (кит. 亦雲), по прозванию Шупи (кит. 書癖) — представитель маньчжурского клана Айсинь Гьоро, правитель Китая в 1908—1911 годах (в качестве регента при малолетнем сыне Пу И).

## Детство
Цзайфэн был вторым из выживших сыновей Исюаня, 7-го сына императора Мяньнина, правившего под девизом «Даогуан». Матерью его была 2-я наложница Исюаня, которая была китаянкой из семьи Лю, но после принятия в маньчжурскую семью сменила фамилию на маньчжурскую «Лингия».
Цзайфэн родился в Пекине. Когда в 1875 году вдовствующая императрица Цыси решила, что новым императором будет его старший брат Цзайтянь, то данная ветвь императорской фамилии получила самый высокий статус. В январе 1891 года умер Исюань, и Цзайфэн унаследовал его титул «великий князь Чунь» (кит. 醇亲王). Когда в 1900 году иностранные войска взяли Пекин, то его невеста покончила жизнь самоубийством.

## Государственная служба
В начале 1901 года бежавший в Сиань императорский двор отдал в его руки власть над всеми вооружёнными силами. В июне этого же года по настоянию иностранных держав, предпочитавших брата популярного на Западе императора прочим представителям правящего клана, 18-летний великий князь Чунь стал чрезвычайным и полномочным представителем цинского императорского двора по передаче извинений германскому императору за убийство германского дипломата Кеттлера в самом начале восстания ихэтуаней. Отправившись в путешествие в июле, в сентябре Цзайфэн встретился в Берлине с Вильгельмом II, а затем посетил ряд европейских стран, после чего вернулся в Китай. Он был одним из первых членов маньчжурской императорской семьи, побывавших за границей.
Цыси была удовлетворена тем, как он справился со своей миссией, и в следующем году он был назначен на ряд важных постов в Пекине. Однако при этом Цыси не нравилось то, что Цзайфэну симпатизируют иностранные державы, и чтобы устранить потенциальную угрозу, она женила его на Юлань — дочери маньчжурского генерала Жунлу, который был в весьма близких отношениях с Цыси. Этот брак привязал Цзайфэна к Цыси, и когда в 1906 году у него родился сын Пу И, то Пу И стал ближайшим кандидатом на престол.

## Регентство
14 ноября 1908 года умер император Айсиньгёро Цзайтянь, правивший под девизом «Гуансюй». В тот же день Цыси издала эдикт, согласно которому новым императором становился старший сын Цзайфэна, двухлетний Пу И. Сам 25-летний Цзайфэн стал регентом при своём сыне. На следующий день умерла сама Цыси.
Первой заботой регента стало преследование генерала Юань Шикая, который предал императора — брата Цзайфэна — и поддержал Жунлу во время кровавого завершения «Ста дней реформ» в 1898 году. Цзайфэн отказался от первоначального варианта убийства Юань Шикая, но сместил его со всех постов и отправил в родную деревню в провинции Хэнань под предлогом необходимости лечения болезни ног.
Следующие три года регент пытался проводить политические и экономические реформы, однако его неопытность привела к тому, что китайская чиновничья бюрократия на местах стала менее зависимой от столицы; позиции маньчжуров в провинции оказались подорванными. Стремясь поддержать конституционные и реформаторские иллюзии у оппозиции, он официально побещал созвать парламент в 1916 году, а в 1909 году организовать выборы в провинциальные совещательные комитеты. Выборы были двухступенчатыми и проводились на основе строжайшего избирательного ценза. В целом по стране в выборах участвовали лишь около 2 миллионов человек из 420 миллионов жителей Китая. Комитеты могли обсуждать только сугубо местные вопросы, не касаясь политических и законодательных тем. Осенью 1910 года в Пекине открылась Совещательная палата — своего рода «предпарламент».
8 мая 1911 года Высший совет был заменён Имперским кабинетом, который возглавил Икуан. Это вызвало возмущение конституционалистов, ибо Кабинет был неподотчётен Совещательной палате, и при этом большинство в нём составляли маньчжуры. На следующий день правительство объявило о национализации частной акционерной компанию по строительству Хугуанских железных дорог (это был гигантский проект создания китайцами железной дороги Чэнду-Ханькоу-Гуанчжоу), что ударило по миллионам налогоплательщиков в четырёх провинциях. На местах начались беспорядки. Началось Сычуаньское восстание, которое, хотя и оказалось подавленным, резко усилило антиманьчжурские настроения по всей стране.
10 октября 1911 года произошло Учанское восстание, с которого началась Синьхайская революция. Двор был вынужден обратиться за помощью к Юань Шикаю: хоть его и ненавидели, но он был единственным человеком, способным справиться с революцией. 2 ноября генерал был назначен премьер-министром с правом командования действующей армией. 16 ноября Юань Шикай сформировал своё правительство и предложил сотрудничество республиканскому Югу. Не имеющий теперь никакой реальной власти Цзайфэн был отстранён с поста регента 6 декабря 1911 года, и заменён своей сводной сестрой Лунъюй (слабой и безвольной женщиной). Придя в тот день домой, он сказал: «Теперь я, наконец, дома с семьёй, и могу позаботиться о детях».

## Жизнь после падения империи Цин
Став частным лицом, Цзайфэн продолжал пользоваться уважением. Республиканцы оценили его мирную передачу власти, что резко контрастировало с поведением Юань Шикая и прочих милитаристов. Когда в сентябре 1912 года Сунь Ятсен был в Пекине, то специально нанёс визит Цзайфэну, в ходе которого Цзайфэн формально признал Китайскую республику.
После смерти императрицы Лунъюй в 1913 году Цзайфэн стал главой небольшого императорского двора, действовавшего вокруг не имеющего власти императора Пу И вплоть до изгнания последнего из Запретного города в 1924 году. Когда в 1917 году генерал Чжан Сюнь на краткое время восстановил в Китае монархию, то Цзайфэн не сыграл никакой значительной роли, так как лозунгом Чжан Сюня было «не позволять родственникам императора участвовать в управлении».
До 1928 году Цзайфэн жил в Пекине в своём дворце — «Северной резиденции». Он удалился от политической жизни, и проводил время в своей богатой библиотеке, читая исторические книги и новые журналы. Вскоре после 1911 года из-за разногласий с женой он женился на наложнице, от которой имел несколько детей. Его первая жена Юлань (мать Пу И) покончила жизнь самоубийством в 1921 году после скандала при «императорском дворе».
В 1928 году Цзайфэн переехал в Тяньцзинь, где жил на территории Британской и Японской концессий. В августе 1939 года, когда Тяньцзинь пострадал от наводнения, он вернулся в Северную резиденцию в Пекин. Ему не нравилась идея создания государства Маньчжоу-го под японским протекторатом, и он предостерегал своего сына Пу И, но тот не слушал отца. Когда Пу И стал императором Маньчжоу-го, то Цзайфэн трижды бывал у него с визитом, но отказался принимать участие в каких-либо делах этого «государства». Пу И хотел, чтобы отец жил поближе к нему, где-нибудь в Маньчжоу-го, но Цзайфэн под предлогом болезни вернулся в Пекин. По окончании Второй мировой войны, когда гоминьдановцы вернули себе контроль над Пекином, он получил письмо с выражением признательности от местных властей за его позицию в годы японской оккупации.
Когда коммунисты установили в 1949 году контроль над материковой частью Китая, уважение его особе сохранилось. Из-за финансовых проблем он продал Северную резиденцию правительству, после чего, в знак признательности за хорошее к нему отношение, он подарил свою библиотеку и свою коллекцию произведений искусства Пекинскому университету. В 1950 году он пожертвовал деньги на помощь жертвам ужасного наводнения на реке Хуайхэ. После начала Корейской войны он участвовал в сборе средств на военные нужды.
Айсиньгёро Цзайфэн скончался в Пекине 3 февраля 1951 года. Сегодня в Пекине живут многие его потомки. Часть из них сменила маньчжурскую фамилию Айсиньгёро на китайскую фамилию Цзинь (которая имеет то же самое значение — «золото»).

## Семья и дети
- Основная жена Юлань  (1884—1921):
  - сын Пу И (1906—1967), сменил имя на Пу Хаожань.
  - сын Пуцзе (1907—1994), сменил имя на Пу Цзюньчжи.
  - дочь Юньин (1909—1925), вышла замуж за Гобуло Жунгэня, детей не было.
  - дочь Юньхэ (1911—2001), сменила имя на Цзинь Синьжу, вышла замуж за Чжэн Гуанъюаня, родила сына и трёх дочерей.
  - дочь Юньин (1913—1992), сменила имя на Цзинь Жуйсю, вышла замуж за Гобуло Жуньлу, родила двух сыновей и дочь.
- Наложница Дэн:
  - дочь Юньсянь (1914—2003), сменила имя на Цзинь Юньсянь, вышла замуж за Чжао Цифаня, родила близнецов — сына и дочь.
  - сын Пуци (1915—1918), не дожил до трёх лет.
  - дочь Юньсинь (1917—1998), сменила имя на Цзинь Жуйцзи, вышла замуж за Вань Цзяси, родила трёх сыновей и дочь.
  - сын Пужэнь (1918—2015), сменил имя на Цзинь Ючжи, женился на Цзинь Ютин, имеет трёх сыновей и двух дочерей.
  - дочь Юньюй (1919—1982), сменила имя на Пу Юньюй, вышла замуж за японца, родила сына и четырёх дочерей.
  - дочь Юньхуань (1921—2004), сменила имя на Цзинь Чжицзянь, вышла замуж за Цяо Хунчжи, родила двух сыновей и дочь.